# Saurauia alvarezii
Saurauia alvarezii är en tvåhjärtbladig växtart som beskrevs av Elmer Drew Merrill. Saurauia alvarezii ingår i släktet Saurauia och familjen Actinidiaceae. Inga underarter finns listade i Catalogue of Life.